# Tika Pacacia
Tika Pacacia, właśc. Tinatin Pacacia (gruz. თინათინ ფაცაცია; ur. 18 października 1981 w Tbilisi) – gruzińska piosenkarka, modelka i osobowość telewizyjna.

## Życiorys
Tinatin Pacacia rozpoczynała swoją karierę w 2000 roku, kiedy to założyła zespół muzyczny SETI, z którym trzy lata później wydała swój pierwszy album studyjny. W 2006 roku ukazał się jej singel zatytułowany „Tkwi Ras Apireb”.
W 2008 roku była głównym komentatorem finałowego koncertu Konkursu Piosenki Eurowizji na terenie Gruzji. W tym samym roku ubiegała się również o występ na festiwalu z piosenką „Never Change”, zajęła jednak piąte miejsce w preselekcjach, zdobywając 4% głosów.
Zdobywczyni trzeciego miejsca w plebiscycie o tytuł Miss Złotych Globów.